# London Baroque
Az 1978-ban alakult London Baroque kamaraegyüttes már három évtizede töretlenül a régizene előadóinak élvonalába tartozik. 
A vonósnégyes, alkalmanként csembaló-orgonaművész taggal kiegészülve, szinte minden nagyobb európai fesztiválon részt vett már, és világszerte rendszeresen szerepel TV- és rádióműsorokban. Turnéztak már Japánban és az Egyesült Államokban is. Repertoárjuk a 16. századi zenétől Mozartig és Haydnig terjed. Gyakran koncerteznek a világ egyik legismertebb szoprán-énekesének és legkiválóbb régizene előadójának tartott Emma Kirkbyvel is.

Felvételeiket főként a Harmonia Mundi és a BIS lemezkiadókkal készítik. A 2001-ben Emma Kirkbyvel felvett Händel kantátalemezükről ezt írta a Goldberg zenei szaklap kritikusa: 
„Sosem készült jobb lemezük és még soha nem hallottunk Händel triószonátát nagyszerűbb előadásban.”[forrás?] 
Vivaldi triószonáta-felvételeikről pedig így nyilatkozott a Gramophon szakértője: 
„A London Baroque a tőle megszokott erényeket csillogtatta meg, többek közt kiváló belső harmóniát és együtt-muzsikálást, gazdagon kibontakozatott vonós hangzást, szenvedélyt és intenzitást.”[forrás?]

## Az együttes tagjai és a hangszerek
Az együttes vonós hangszeren játszó művészei 17.-18. századi hangszereken játszanak, amelyek készítőjét, valamint készítésének idejét és helyét zárójelben jelöljük.
- Ingrid Seifert - hegedű (Jacobus Stainer, Absam 1661)
- Richard Gwilt - hegedű (Gioffreda Cappa, Turin c.1660), brácsa (William Forster, c.1770, London)
- Irmgard Schaller - hegedű (Joseph & Antonio Gagliano, Nápoly 1760), brácsa (ismeretlen olasz mester, c. 1720)
- Charles Medlam - cselló (Finnocchi, Perugia 1720), basszus viola da gamba (Barak Norman? c.1680)
- Steven Devine - csembaló, orgona

## Magyarországi fellépések
2001-ben az együttes Emma Kirkby közreműködésével lépett fel a Budapesti Régi Zenei Fórum nyitóhangversenyén a Zeneakadémián. 2008. augusztus 29-én Vácott, a Fehérek templomában szerepeltek az V. Börzsöny Barokk Napok keretében.

## Felvételek

### BIS-felvételek
- Händel in Italy, Emma Kirkbyvel (EAN 7318599915951)
- Vivaldi: Sonatas (BIS CD 1025/1026)
- Christmas Music, Emma Kirkbyvel (BIS CD 1135)
- Händel: Motets, Emma Kirkbyvel (BIS CD 1065)
- Purcell: Fantasias (BIS CD 1165)
- Rameau: Pièces de Clavecin en Concert (BIS CD 1385)
- Couperin: Apothéoses (BIS CD 1275)
- Bach: Trio Sonatas (az orgona triószonáták Richard Gwilt hangszerelésében, BIS CD 1345)
- The Trio Sonata in 17th-century England (BIS CD 1165)
- The Trio Sonata in 17th-century France (BIS CD 1465)
- The Trio Sonata in 17th-century Germany (BIS CD 1545)
- Cantatas for baritone, Peter Harveyvel (BIS CD 1495)
- Couperin, Lalande: Lecons de Tenebres, Emma Kirkbyvel és Agnes Mellonnal (BIS CD 1575)

### Harmonia Mundi-felvételek
- Marin Marais: La Gamme (HMC 901105)
- Mozart: Church Sonatas (HMC 1901137)
- J. S. Bach: Sonates en trio (HMC 901173)
- Schmelzer/Muffat: Sonatas (HMC 901220)
- Charpentier: Musiques de Theatre, Sonates (HMC 901244)
- Händel: Aci, Galatea e Polifemo (HMC 901253)
- John Blow: Venus and Adonis (HMC 901276)
- Purcell: Chamber music (HMC 901327)
- Corelli: Trio sonatas (HMC 901342-5)
- Händel: Trio sonatas Op. 2. (HMC 901379)
- Händel: Trio sonatas Op. 5. HMC 901389
- W. A. Mozart: Concertos KV. 107. (HMC 901395)
- C. P. E. Bach: Sonatas for gamba (HMC 901410)
- W. Lawes: Setts a 3 (HMC 901423)
- C. P. E. Bach: Triosonaten (HMC 901511)
- J. Pachelbel: Sonates, Partitas, Canon (HMC 901539)
- W. F. Bach: Concertos for harpsichord (HMC 901558)
- J. C. F. Bach: Chamber music (HMC 901587)
- J-M. Leclair: Sonatas Op. 4. (HMC 901617)
- J-M. Leclair: Sonatas and Ouvertures Op. 13 (HMC 901646)

## Külső hivatkozások
- az együttes honlapja
- BIS diszkográfia Archiválva 2016. március 5-i dátummal a Wayback Machine-ben
- Harmonia Mundi diszkográfia
- az együttes koncertje az V. Börzsöny Barokk Napokon
- kritika az együttes 2001-es budapesti koncertjéről a Muzsika folyóiratban